# 中華人民共和國第十一屆全運會排球比賽
中華人民共和國第十一屆全運會排球比賽，分為男、女子小項，共會產生兩面金牌。開幕式前先舉行女子排球項目賽期由2009年10月3日至12日。男子項目賽期由10月18日至27日。自十運會起，除主辦省份外，所有參與全運會的隊伍必須從預賽中取得參賽資格。

## 預賽
十一運會的排球預賽在2009年3月12日於北京進行抽籤，兩組中的首六位可晉身全運會決賽周。當中，男子組於2009年4月6日至12日在四川内江與广东台山舉行﹔女子組則於同年3月25日至31日在河北秦皇岛及河南漯河舉行。

### 男子
- A：辽宁、江苏、广东、天津、河南、北京、河北
- B：湖北、八一、浙江、香港、福建、上海、四川、山东

### 女子
- A：广东、河北、浙江、上海、北京、八一、福建
- B：香港、天津、四川、辽宁、江苏、云南、河南、山东

## 決賽周

### 男子
男子排球項目會在泰安、青島、淄博、濟南、東營舉行。
| 項目     | 金牌 | 银牌 | 铜牌 |
| 男子排球 |      |      |      |

### 女子
女子排球項目會在章丘(濟南)、東營、萊蕪、濰坊舉行。
| 項目     | 金牌                                                                     | 银牌                                                                           | 铜牌                                                                                  |
| 女子排球 | 陳麗怡 霍晶 李娟 李珊 李瑩 王莉 王茜 魏秋月 楊潔 楊婭男 殷娜 于靜 (天津) | 楚金玲 胡瑩 金虹 李曼 李瀟 劉婷婷 劉亞男 湯曉明 王一梅 顏妮 楊昊 張越紅 (遼寧) | 白雲 陳瑤 董凌鷗 范琳琳 劉聰聰 劉曉婧 劉晏含 沈靜思 宋妮娜 孫小清 王琳 楊珺菁(解放軍) |

## 資料來源
1. ↑  .   [2009-07-19]. （原始内容存档于2009-07-20）.
2. ↑  .   [2009-03-13]. （原始内容存档于2009-10-01）.
3. ↑  分計單位：安徽
4. ↑  分計單位：四川
5. 1 2 3  分計單位：山東
6. ↑  分計單位：福建
7. 1 2  分計單位：遼寧
8. ↑  分計單位：內蒙古